# Josiah Majekodunmi
Josiah Majekodunmi (Josiah Olatunji Majekodunmi; * 12. April 1927; † 9. Oktober 1996) war ein nigerianischer Hochspringer.
1950 gewann er Silber bei den British Empire Games in Auckland, und 1952 wurde er Neunter bei den Olympischen Spielen in Helsinki.
Seine persönliche Bestleistung von 1,98 m stellte er am 5. April 1952 in Lagos auf.